# Allen Kagina
Allen Catherine Kagina est une haut-fonctionnaire, administratrice et dirigeante d'entreprise ougandaise. Elle est directrice exécutive de l’Autorité nationale ougandaise des routes (UNRA). Elle est nommée à ce poste le 27 avril 2015. Avant cela, de 2004 à 2014, elle est commissaire générale de l'Autorité fiscale ougandaise (URA).

## Enfance et formation
Elle est née dans le district de Rukungiri, dans la région occidentale de l'Ouganda, en 1961, de Hezron et Catherine Kakuyo,. Elle est la sœur de Lorna Magara. Elle étudie à la Gayaza High School (en), un collège et un lycée prestigieux, privé, réservé aux filles. Elle est titulaire d'un Bachelor of Science en psychologie obtenu à l'université Makerere, la plus ancienne et la plus grande université publique d'Ouganda. Elle est également titulaire d'un Master en Administration Publique obtenu à l'université de Liverpool au Royaume-Uni. Elle obtient une maîtrise ès arts en leadership et gestion organisationnelle le 30 octobre 2015 de l'université chrétienne d'Ouganda, à Mukono, en Ouganda.

## Expérience professionnelle
Kagina commence sa carrière en 1985 en tant qu'assistante pédagogique à l'université Makerere. Elle rejoint ensuite le bureau du président de la république d'Ouganda. En 1992, elle rejoint l'Autorité fiscale ougandaise (en) (Uganda Revenue Authority, URA) en tant que responsable principale des recettes, occupant ce poste jusqu'en 1998. En 2000, elle est promue au rang de commissaire adjointe aux douanes de l'URA, occupant ce poste jusqu'en 2001. Elle a été nommée commissaire générale de l'URA en 2004. On lui attribue l'amélioration des performances financières de l'URA. Elle reçoit le Corporate Leadership Award en février 2006, décerné par Destiny Consult, un groupe industriel, pour avoir redressé la performance de l'administration fiscale depuis sa nomination à la tête de l'organisation en 2004. En octobre 2010, son contrat est renouvelé pour trois ans supplémentaires. Son salaire mensuel s'élèverait à 28 millions UGX (environ 11 250 $ US). Le 27 avril 2015, John Byabagambi (en), alors ministre ougandais des Travaux publics et des Transports, la nomme directrice exécutive de l'Autorité nationale ougandaise des routes (en) (Uganda National Roads Authority, UNRA), à compter du 1er mai 2015.

## Vie privée
Allen Kagina est mariée à Paul Kagina. Ensemble, ils sont parents de trois enfants, Dan, Michelle et Mark,. Elle est également la sœur de Lorna Magara, Jocelyn Kyobutungi Rugunda (épouse du Premier ministre ougandais, Ruhakana Rugunda) ainsi que de Caleb Kakuyo (ancien directeur commercial de la National Housing and Construction Corporation), entre autres.